# إيفيلين هوسكينز
إيفيلين هوسكينز (بالإنجليزية: Evelyn Hoskins)‏ هي ممثلة بريطانية، ولدت في 13 مايو 1988 في يوفيل في المملكة المتحدة.

## وصلات خارجية
- إيفيلين هوسكينز على موقع IMDb (الإنجليزية)
- إيفيلين هوسكينز على موقع قاعدة بيانات الفيلم (الإنجليزية)